# Notacanthiformes

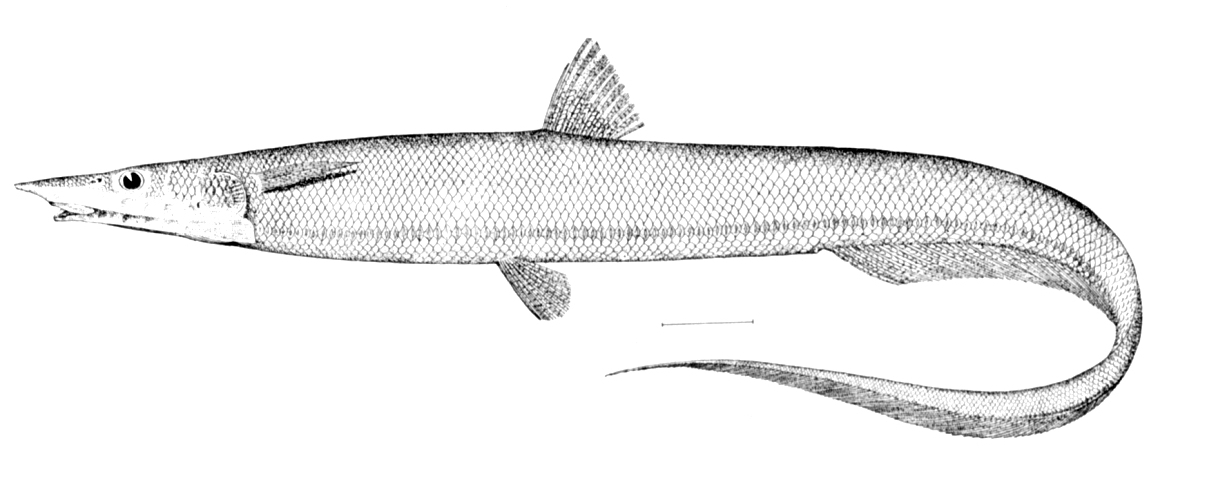
Halosaurus ovenii

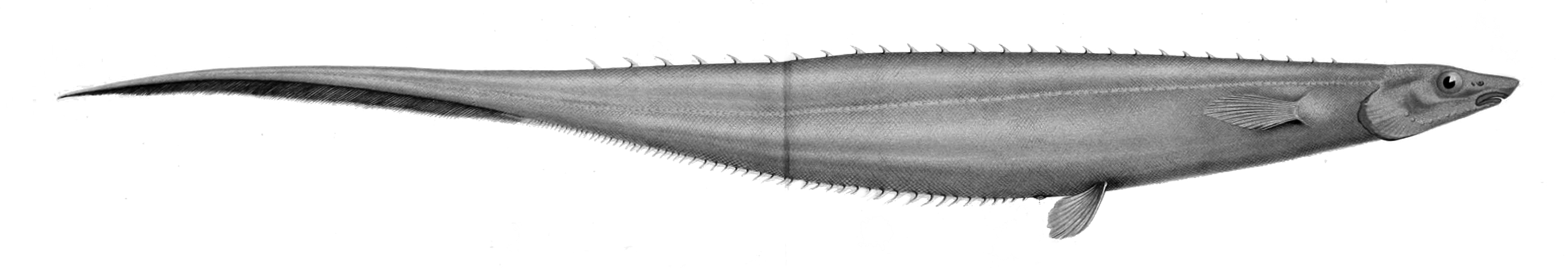
Polyacanthonotus rissoanus

I Notacanthiformes sono un ordine di pesci ossei che comprende le famiglie Notacanthidae e Halosauridae.

## Distribuzione e habitat
Quest'ordine è presente in tutti i mari e gli oceani del globo.
Nel mar Mediterraneo sono presenti due specie appartenenti alla famiglia Notacanthidae:
- Notacanthus bonaparte
- Polyacanthonotus rissoanus

ed una appartenente agli Halosauridae:
- Halosaurus ovenii.

Tutte le specie sono marine e vivono nel piano abissale fino a qualche migliaio di metri di profondità. Sono tipici pesci abissali.

## Descrizione
Il corpo di questi pesci è allungato e quasi anguilliforme soprattutto verso l'estremità caudale, che è molto sottile ed appuntita (talvolta filiforme) come in altri pesci abissali come la chimera o i pesci topo. L'estremità anteriore invece porta un rostro sporgente che può essere appuntito o ottuso, la piccola bocca si apre al di sotto.
Le scaglie sono piccole e ricoprono anche la zona della testa. La pinna dorsale è ridotta ad alcune spine non collegate dalla membrana nei Notacanthidae, negli Halosauridae invece è breve ma normalmente sviluppata. La pinna anale è lunga ed arriva all'estremità posteriore del corpo dove si unisce alla piccola pinna caudale (assente in molti generi). Le pinne ventrali sono situate molto indietro. Alcune specie portano fotofori. L'estremità caudale del corpo può essere rigenerata se viene perduta come la coda delle lucertole.
Raggiungono una taglia di qualche decina di centimetri, in media sul mezzo metro anche se alcune specie possono superare il metro.

## Biologia
Si tratta per la maggior parte di specie bentoniche anche se alcune specie sono batipelagiche.

### Alimentazione
Sono carnivori e si cibano di piccoli invertebrati come copepodi e anfipodi.

### Riproduzione
Le larve sono leptocefali.

## Pesca
Di nessun interesse per la pesca commerciale e la pesca sportiva.
Vengono catturati soprattutto con le draghe scientifiche.